# 柳文 (正統進士)
柳文（15世紀—1449年），字應奎，北直隸真定府靈壽縣人，明朝政治人物。

## 生平
柳文是正統元年（1436年）的進士，次年（1437年）獲授行在戶部主事，他個性謙和，處事公正，得到同僚推崇，戶部尚書王佐經常對他人說：「柳文端重老成，可以大用。」不久他跟隨明英宗北征，途中發生土木堡之變，他不屈而死，明景帝嘉獎其忠誠，賜敕褒獎，入祀鄉賢祠，兒子柳儀錄入國子監，官至定陶縣主簿。

## 引用
1. 1 2  同治《靈壽縣志·卷七·人物志》：柳文，字應奎，登正統丙辰進士，授戶部主事，性謙和，處事公慎，同列咸推重，大司徒海豐王公常語人曰：「柳子端重老成可大用。」未幾英宗北征，文在扈從列，至土木河軍士失律，帝北狩，文不屈死之，景帝嘉其忠，賜敕褒之，錄子儀入胄監，從祀鄉賢，儀官定陶縣主簿。
2. ↑  《明英宗睿皇帝實錄·卷三十一》：（正統二年六月）丁卯擢進士柳文為行在戶部主事，章陬行在禮部主事，陳瑊、李同仁、齊汪、黃輿、逯端行在兵部主事，鄧履純刑部主事，李秉福建延平府推官。